# Carolina del Castillo Díaz
Carolina del Castillo Díaz (Gijón, Espanha; 3 de julho de 1867 - 24 de outubro de 1933) foi uma das primeiras mulheres que se destacaram na pintura nas Astúrias no primeiro terço do século XX. Precursora da pintura feminina asturiana juntamente com Julia Alcayde, Concha Mori, María Galã Carvajal, ou Obdulia García) Foi uma das primeiras mulheres artistas pertencentes à AEPE (Associação Espanhola de Pintores e Escultores), e a primeira artista asturiana que enfrentou o tema nu em seus quadros.